# Резе Абдулаху
Резе Абдулаху (на албански: Rreze Abdullahu) е косовска албанска писателка и активистка за правата на жените от Косово.

## Биография и творчество
Резе Абдулаху е родена на 10 април 1990 г. във Феризово, Косово. Завършва основното си образование в родния град. По време на обучението си в гимназията един от нейните преподаватели я подтиква да пише колкото е възможно повече и да продължи висшето си образование по литература, но тя избира да следва психология в университета в Прищина.
Най-известна е с дневника си „Не искам война“ (Nuk du luftë), който води по време на войната в Косово като 9-годишна на диалекта геги. Той е публикуван през 2014 г. В него свидетелства за ужасите на войната както малката Ане Франк през Втората световна война.
Резе Абдулаху живее в Прищина.

## Произведения
- Nuk du luftë (2014)

### Екранизации
- 2018 Ray – късометражен, история